# International Superstar Soccer 2000
International Superstar Soccer 2000  (também conhecido como ISS 2000) ou como é conhecido no Japão Jikkyo J-League 1999: Perfect Striker 2 ou na versão de GameBoy Color World Soccer GB 2000 é um jogo de videogame de futebol da série International Superstar Soccer criado pela Konami e produzido pela Major A. Este jogo foi publicado no ano 1999 no Japão e em 2000 na América do Norte e na Europa. E possui uma perspectiva lateral e foi distribuido para Nintendo 64, Game Boy Color e PlayStation.[carece de fontes?] O jogo foi o ultimo da série a ser lançado ao Nintendo 64 

## Descrição
Este o jogo e uma sequencia do International Superstar Soccer 98. ISS 2000 contava aminações relativamente notáveis, mas em termos de trabalho físico dos jogadores ficaram um pouco ruins, mas os jogadores possuem rostos definidos, mas a falta de expressões faciais, pórem quando a camera fica longe do jogador a resolução diminui, mas quando a camara fica próxima ao jogador a resolução aumenta. O campo e bastante definido para a época. Há 100 equipes disponivéis além de 5 equipes especiais. Você também pode escolher entre 17 formações e 22 estratégias.

## Modos de jogo

### Jogo de pré-temporada
Esse modo de jogo é possível escolher as seleções para jogar um jogo de pré-temporada. além da possibilidade de criar uma Liga Curta com até no máximo 16 seleções.

### Modo Carreira
Não está disponível em todas as versões, é a forma mais complexa em torno do jogo. É literalmente a vida de um avatar futebolista por três anos em um clube, temos de treinar, ganhar o apoio dos colegas, uma boa vista dos treinadores e acima de tudo, impressionar o treinador da equipe nacional. Ele apresenta 24 ligas de 24 países para dar o salto para a fama, com as equipes de equipes diferentes, mas com base em nomes reais e com uniformes diferentes, devido à escolha limitada de padrões. Há 20 avatares diferentes para jogar, cinco Europeia para o futuro, com a aparência Latina 05 de maio com aparência Africano e 5 aparência asiática; depois de escolher um avatar, nós dar-lhe um nome (geralmente o nome do usuário) após o nome do clube que ele jogou; bandeira da equipe, uniformes de empresas locais e do detentor; depois que a equipe adversária é definida, a posição do jogador 11 lugares disponíveis (incluindo o guarda-redes); para além dos seus dados físicos. O caminho começa em um jogo-treino, onde o jogador começa a história, entrando no último minuto, devem demonstrar boas habilidades para entrar no clube, onde a tentar cumprir o sonho que torna seu melhor amigo (e rival na jogo), liderar a equipe nacional de seu país à vitória na Copa do Mundo. Após o início do jogo, encontrar companheiros de equipe e terá que treinar duro para entrar no time titular para o primeiro ano. Depois de um jogo-treino contra a equipe rival, a equipe do nosso jogador perde maneira gritante, isso motiva o nosso avatar para superar a fim de atingir a conformidade com o seu painel de ação promessa.E Escolha para treinar, descansar (altamente recomendado após determinadas transferências de formação), vá se divertir, conversar com alguém, a avaliação do conhecido, do próprio Estado, e salvar as informações. É necessário manter um bom controle das ações, como deveriam ser animada, enérgica e determinada, se você vai resgatar modo, o jogador dá importância ao desporto descrevendo-o como uma bola de fogo, e quanto mais satisfeito este, mais forte o fogo. No painel, você pode escolher a formação melhorar a velocidade, a começar, controle de bola, cabeçalhos, tiro, defesa, lances livres, e da formação; cada um deles consome certo nível de energia e, dependendo das capacidades físicas do jogador terá a chance de lesão também aumentar à medida que o próprio resultado depois de um jogo, por exemplo, ao fornecer para passes bem sucedidos, pode aumentar 6 pontos em formações). Se você optar por descansar o jogador para descansar uma semana de treinamento, recuperando-se um certo nível de energia. Em caso de lesão grave se não for (uma lágrima por exemplo) o jogador deve participar da equipe clínica por uma semana, se é algo mais grave (fraturas ou entorses) o jogador deve ser admitido no hospital e não jogar a partir de um semana a vários meses e se a lesão é grave, o jogador pode ter que se aposentar por causa disso. Se você optar pelo jogador recreativo deixa a cidade, o parque, cinema, lojas, ginásio, ou mesmo conhecer alguém; É provável que seja casualmente com um amigo de infância, se você começar a participar pode obter para iniciar um relacionamento. Falar com alguém é uma ferramenta útil quando se fala, por exemplo, com o treinador, com o qual você pode aprender certas habilidades e melhorá-los, com o treinador pode aumentar os pontos de habilidades, o treinador pode ser melhorada resistência lesões e fortalecer os pontos fracos. Se você conversar com companheiros de equipe, é possível melhorar o nível de jogo da equipe. Há outras personalidades que falam como o patrocinador da equipe e conhecidos. Conforme o tempo passa, o treinador vai colocar os testes de jogador criado e jogar algumas partidas como seu nível de formação; deve ter um nível significativo para o início da época. Enquanto o trem jogador e conhecer os seus pares, é o capitão da equipe Amizade, é por esse tempo, descobriu-se que o capitão está ferido, mas manteve o segredo lesão e diz que é necessário que o jogo todo partes para garantir a qualificação da equipe no topo da tabela. Perto do final do primeiro ano, em um jogo contra o capitão da equipe rival sofre uma complicação da lesão no jogo, você tem que sair, que é quando ele percebe que não pode mais jogar futebol novamente treinador nos manda para o campo, mas como os usuários não jogar o jogo, no final, é revelado que o jogo estava perdido. No segundo ano, o jogador faz parte da temporada devido à saída do capitão que é removido no ano anterior, tendo que enfrentar equipes rivais e competir em competições como o campeonato, a Taça Continental e um torneio internacional chamado Master League, na qual a equipe do jogador está a enfrentar os melhores times do continente, e se você classificar as finais, contra equipes de outros continentes (geralmente europeus). Em equipas nacionais deste ano, cada um enfrenta mais hábil do que a equipe anterior e também seu melhor amigo e rival, onde devem demonstrar qualificações de alto nível jugares adversários são exagerados. No terceiro e último ano, o jogador tem de jogar o Mundial de Clubes, combater a chamada à selecção nacional do seu país, mas ele pode ser chamado antes de um amistoso, neste caso, deve ser pelo menos 95% em cada uma de suas habilidades. Para ser chamado para a seleção no final da temporada, o jogador é de seis meses à frente em tempo para a Copa do Mundo, onde ele está prestes a jogar com seu melhor amigo; modo será resgatado e imagem do avatar pode ser transferida para a seleção, e assim jogar em todos os modos de jogo; se não for alcançado o jogo termina com o treinador dizendo: "Você foi ótimo, não se culpe. Tente de novo. "(Você fez bem, não se culpe. Tente de novo).
Este modo está apenas disponível na versão europeia e japonesa do Nintendo 64, não está disponível na versão americana e nas versões do PlayStation e GameBoy Color, na versão japonesa o modo se chama Sucesso

### J. League
Este modo está somente disponível na versão japonesa. Jogador pode escolher uma das equipes para jogar a liga. Você pode optar por jogar a J. League 1 ou a J. League 2

### Copa Internacional
equivalente a Copa do Mundo com as eliminatórias. Este modo de jogo começa na fase final das eliminatórias, a Copa Internacional é composta por 6 partidas nas eliminatórias, 3 na fase de grupos e 4 na fase de mata-mata. As eliminatórias são muito variaveis para as equipes. Nas eliminatórias de alguns continentes, existe a possibilidade de classificação de seleções que terminem até em terceiro lugar no grupo. porem o jogador necessariamente deve terminar dentro daa duas primeiras colocações para se classificar para a Copa do Mundo. A fase de grupos é inspirada no formato da Copa do Mundo da FIFA de 1998, que era constituida por 32 seleções dividas em 8 grupos de 4 equipes cada, e desembocava num mata-mata que partia das oitavas de final, com os dois melhores classificados de cada grupo, até a final.

### Copa Ouro da CONCACAF
equivalente a Copa Ouro da CONCACAF do com as eliminatórias. Este modo de jogo começa na fase final das eliminatórias, a Caribbeancopa é composta por 3 partidas três na fase de grupos e 4 na fase de mata-mata. As eliminatórias são muito variaveis para as equipes. Na os grupos das eliminatórias a possibilidades em algumas ocasiões você se classificar em terceiro lugar no grupo. porem o jogador necessariamente deve terminar nas primeiras colocações para se classificar para a Copa Ouro da CONCACAF . A fase de grupos é inspirada no formato da Caribbeancopa da CONCACAF de 2005 constituida por 3  grupos de 4 equipes ao todo 12 seleções

### Liga Mundial
é uma liga todos contra todos. Está competição pode-se considerar maior desafio do jogo é o modo com o maior número de jogos você pode montar uma liga de 16 ou 32 seleções com turno ou returno

### Eurocopa
A principal novidade nesse jogo foi a introdução da Eurocopa. O jogador poderia escolher 48 seleções de 54 para disputar uma fase preliminar as equipes eram dividas em 12 grupos de quatro equipes para o jogador classificar a sua seleção precisava terminar em primeiro ou no segundo lugar para se classificar para a fase final da competição, onde 16 equipes são divididas em 4 grupos de quatro os melhores colocados de cada grupo se classificam para a fase de mata-mata. Após o jogador conseguir vencer o torneio as equipes All-Stars são desbloqueadas

### Cenário

#### Resto do Mundo
| Partida                       | Placar | Tempo Restante | Lance atual                    | Descrição do Jogo | Jogo real                                       |
| ----------------------------- | ------ | -------------- | ------------------------------ | --- | ----------------------------------------------- |
| Grã-Bretanha - Romênia        | 0 - 1  | 3:41           | Falta para a Inglaterra        | Inglaterra finalmente desiste do controle diante do ataque inabalável da Escócia. Só que desta Cobrança de falta pode romper defesa sólida da Escócia                                                                              | Eliminatórias para a Eurocopa 2000 - Repescagem |
| Bélgica - Polónia             | 5 - 2  | 2:25           | Escanteio para a Bélgica       | Bélgica desiste do controle diante do ataque inabalável da Polónia. Só que desta Cobrança de pode romper defesa sólida da Bélgica                                                                                                  | Amistoso em 1999                                |
| Itália - Dinamarca            | 2 - 3  | 2:23           | Escanteio para a Itália        | O impensável aconteceu: Itália cedeu a frente no marcador em sua própria casa. Eles podem reconstruir sua defesa e usá-lo para montar uma virada                                                                                   | Eliminatórias para a Eurocopa 2000 - Grupo 1    |
| Alemanha - Turquia            | 0 - 0  | 3:52           | Escanteio para a Alemanha      | A Alemanha está se sentindo pressionada pelo intenso ataque da Turquia neste momento. Eles precisam se concentrar e aproveitar esta oportunidade para montar o seu contra-ataque                                                   | Eliminatórias para a Eurocopa 2000 - Grupo 3    |
| Ucrânia - França              | 0 - 0  | 4:03           | Penalti para a Ucrânia         | A única maneira que a França foi capaz de parar o ataque da Ucrânia foi cometendo uma falta. A equipe francesa quer muito sair de suas dificuldades atuais                                                                         | Eliminatórias para a Eurocopa 2000 - Grupo 4    |
| Espanha - Chipre              | 2 - 3  | 4:30           | Lateral para a Espanha         | Espanha já cedeu 3 gols para o Chipre. Eles devem dar-lhe tudo o que tem no tempo restante, se eles querem ganhar este jogo. | Eliminatórias para a Eurocopa 2000 - Grupo 6    |
| Iugoslávia - Croácia          | 2 - 2  | 4:11           | Falta para a Croácia           | Ambas as equipes estão mostrando um nível incomum de energia neste jogo. Quem pode dizer qual equipe vai dominar nesta disputa de técnica                                                                                          | Eliminatórias para a Eurocopa 2000 - Grupo 8    |
| Países Baixos - Bélgica       | 5 - 5  | Extra Time     | Escanteio para a Bélgica       | Ninguém previu que este jogo seria um jogo de um placar elástico. Como suas esperanças de vitória está longe. a equipe holandesa quer desesperadamente marcar o gol da vitória                                                     | Amistoso em 1999                                |
| Uruguai - Brasil              | 0 - 3  | 0:53           | Falta para o Uruguai           | Brasil continua a martelar a equipe uruguaia, o Uruguai está sem seu jogadores-chave. Será que o Uruguai pode encontrar uma maneira de mudar a situação da partida                                                                 | Final da Copa América de 1999                   |
| Itália - Bósnia e Herzegovina | 4 - 0  | 0:40           | Escanteio para o País de Gales | País de Gales está em um período difícil, porque a Itália é realmente um rolo compressor. Nesse jogo fora de casa, a equipa galesa está totalmente superada. Mesmo assim, eles podem fazer um milagre acontecer                    | Eliminatórias para a Eurocopa 2000 - Grupo 1    |
| Grécia - Noruega              | 0 - 2  | 3:17           | Escanteio para a Noruega       | Grécia continua a lutar contra a toda-poderosa Noruega. Eles devem usar todas as habilidades que possuem para mudar o resultado deste jogo                                                                                         | Eliminatórias para a Eurocopa 2000 - Grupo 2    |
| Grã-Bretanha - Suécia         | 0 - 0  | 3:55           | Lateral para a Suécia          | Com a substituição de Gagham para a Inglaterra, a maré virou em favor da Suécia. A questão agora é se eles podem rapidamente assumir o controle do jogo.                                                                           | Eliminatórias para a Eurocopa 2000 - Grupo 5    |
| Romênia - Portugal            | 1 - 1  | 4:47           | Falta para a Romênia           | Contrariamente às expectativas, a Roménia enfretou Portugal passo a passo neste jogo. Eles precisam usar sua habilidade contra-ataque para alcançar a vitória                                                                      | Eliminatórias para a Eurocopa 2000 - Grupo 7    |
| Tchéquia - Países Baixos      | 1 - 1  | 4:19           | Falta para a Holanda           | A equipa checa enfrentou o desafio de encarar a defesa desorganizada do time holandês e marcar mais um gol para ganhar a partida                                                                                                   | Amistoso em 1999                                |
| Austrália - Brasil            | 0 - 0  | 2:59           | Lateral para a Austrália       | Vencer a equipe brasileira faltando seus principais jogadores, a equipe australiana vai dar uma verdadeira corrida para ganhar o seu dinheiro. Agora eles precisam de você para tomar o controle do jogo e levá-los para a vitória | Amistoso Internacional em 1999                  |
| Ucrânia - Eslovênia           | 0 - 0  | 4:22           | Penalti para a Ucrânia         | A fim de compensar a perda recente, a equipe da Ucrânia deve ganhar este jogo. Enquanto a neve continua a cair, eles devem marcar com este gol com essa penalidade.                                                                | Eliminatórias para a Eurocopa 2000 - Repescagem |
| Brasil - Argentina            | 2 - 0  | 2:27           | Falta para a Argentina         | A equipe brasileira atualmente lidera nesta batalha inevitável. Com todos os seus melhores jogadores em campo, no entanto, a Argentina não está disposta para desistir esse jogo.                                                  | Quartas de final da Copa América de 1999        |
|                               | 2 - 1  | 1:26           |                                | |                                                 |

#### J. League
| Partida                                  | Placar | Tempo Restante | Lance atual                        |
| ---------------------------------------- | ------ | -------------- | ---------------------------------- |
| Vissel Kobe - Kashima Antlers            | 0 - 0  | 4:51           | Escanteio para o Vissel Kobe       |
| Sanfrecce Hiroshima - Urawa Red Diamonds | 4 - 1  | 3:28           | Falta para o Urawa Red Diamonds    |
| JEF United - Gamba Osaka                 | 1 - 1  | 3:35           | Penalidade para o JEF United       |
| Shimizu S-Pulse - Kashiwa Reysol         | 1 - 1  | Extra Time     | Escanteio para o Shimizu S-Pulse   |
| Kashima Antlers - Verdy Kawasaki         | 1 - 2  | 3:15           | Lateral para o Verdy Kawasaki      |
| Yokohama F. Marinos - Kashiwa Reysol     | 0 - 1  | 4:09           | Falta para o Yokohama F. Marinos   |
| Jubilo Iwata - Bellmare Hiratsuka        | 1 - 2  | 3:00           | Falta para o Bellmare Hiratsuka    |
| Shimizu S-Pulse - Yokohama F. Marinos    | 2 - 3  | 4:04           | Falta para o Yokohama F. Marinos   |
| Kyoto Purple Sanga - Jubilo Iwata        | 1 - 1  | 3:49           | Penalidade para o Jubilo Iwata     |
| Verdy Kawasaki - Nagoya Grampus          | 1 - 1  | 4:55           | Penalidade para o Verdy Kawasaki   |
| Urawa Red Diamonds - Kyoto Purple Sanga  | 0 - 0  | 2:49           | Lateral para o Kyoto Purple Sanga  |
| Gamba Osaka - Urawa Red Diamonds         | 1 - 2  | 3:06           | Falta para o Gamba Osaka           |
| Cerezo Osaka - Yokohama F. Marinos       | 0 - 4  | 1:02           | Escanteio para o Cerezo Osaka      |
| Nagoya Grampus - Vissel Kobe             | 2 - 0  | 4:10           | Escanteio para o Vissel Kobe       |
| Sanfrecce Hiroshima - Gamba Osaka        | 0 - 0  | 2:50           | Lateral para o Sanfrecce Hiroshima |
| Avispa Fukuoka - Gamba Osaka             | 2 - 3  | 4:41           | Falta para o Gamba Osaka           |

### Treino
Esse modo serve para o jogador treinar suas habilidades 
- Treino Livre
- Penalidades
- Cobranças de Falta
- Treino de Goleiro

### Penalidades
Duas equipes disputando cobranças de pênaltis para decidir o vencedor em caso de empate, passam pelas cobranças alternadas

### Opções
Modo de jogo onde você pode alterar as Configurações do Jogo

## Seleções
O jogo no total possuía 197 seleções além de 14 equipes especiais porem na versão do PlayStation nem todas essas seleções estavam disponíveis, mas as seleções europeias eram licenciadas
| - Bélgica - Luxemburgo - Moldávia - Alemanha - Países Baixos - Liechtenstein - Andorra* - Portugal - Alemanha Ocidental* - Espanha - Inglaterra - Albânia - Armênia - Itália - França - Macedônia do Norte | - Suécia - País de Gales - Chipre - Iugoslávia - Bélgica - Israel - Azerbaijão - Ucrânia - Geórgia - Alemanha Oriental* - Liechtenstein - Escócia - Eslováquia - Armênia - Estónia - Irlanda do Norte | - Malta - Eslovênia - Suíça - Dinamarca - Tchéquia - San Marino - Kosovo* - Sérvia e Montenegro - Bélgica - Grã-Bretanha - Sérvia - Dinamarca - Bielorrússia* - Ilhas Faroé - Finlândia - Lituânia | - Rússia - Noruega - Hungria - Irlanda - Romênia - Islândia - Bélgica - Áustria - Grécia - Bulgária - Bósnia e Herzegovina - Letónia - Polónia - Irlanda do Norte | - Senegal* - República Centro-Africana* - Gabão* - Burquina Fasso - Malawi - Madagascar - Libéria - São Tomé e Príncipe* - Namíbia* - Gabão* - Burundi* - Mali* | - Mauritânia* - Gana - Guiné-Bissau* - Argélia* - Nigéria - Quénia - Botsuana - Maurícia* - Costa do Marfim* - Essuatíni - Ruanda - Níger* - Moçambique* | - Guiné Equatorial* - Gâmbia* - Tunísia - Lesoto* - Marrocos - Serra Leoa* - Angola - Camarões - Togo - Zâmbia* - Egito - Somália* - Sudão* - Tanzânia* - Uganda* - Zimbabwe* | - Djibouti* - África do Sul - Congo* - Etiópia* - Eritreia* - Cabo Verde - Líbia - Chade* - RD Congo* - Seicheles* - Comores |

| - Aruba - Canadá - Trinidad e Tobago - Cuba* - Barbados* - República Dominicana* - São Vicente e Granadinas* - Antilhas Neerlandesas* - São Cristóvão e Neves* - Bahamas* - Jamaica - Granada* - Haiti* - Guatemala* - Ilhas Virgens Americanas* - Ilhas Caimã* | - Honduras* - Costa Rica* - Santa Lúcia - Estados Unidos - Aruba - Martinica* - El Salvador* - Suriname - Guadalupe* - Belize* - Panamá* - Guiana - Dominica* - Porto Rico* - Nicarágua | - Ilhas Virgens Americanas* - Ilhas Virgens Britânicas* - Bermudas* - Anguila* - Antígua e Barbuda* - Ilhas Virgens Britânicas - México - Turcas e Caicos* - São Martinho Neerlandês* - São Martinho - Bonaire * - Granada* - Monserrate* - Guiana Francesa* | - Peru - Bolívia - Equador - Venezuela - Chile - Colômbia - Uruguai - Paraguai - Argentina - Brasil | - Uzbequistão - Cazaquistão - Emirados Árabes Unidos - Coreia do Norte* - China - Sri Lanka* - Hong Kong* - Tailândia* - Bangladesh* - Afeganistão* - Mongólia* - Bahrein* - Laos - Malásia* | - Índia* - Irã - Jordânia* - Uzbequistão - Cazaquistão - Taipé Chinês* - Nepal* - Índia* - Iraque* - Líbano* - Kuwait - Catar | - Filipinas* - Singapura* - Indonésia - Coreia do Sul - Maldivas* - Quirguistão* - Iêmen* - Turcomenistão* - Butão - Japão - Omã* - Síria* - Brunei* - Timor-Leste* - Arábia Saudita - Camboja | - Ilhas Salomão - Papua-Nova Guiné - Vanuatu - Fiji - Nova Zelândia - Taiti - Ilhas Cook - Samoa - Samoa Americana - Tonga - Nova Caledônia - Austrália |

### All-Stars
- All American Stars A
- All American Stars B
- All American Stars C
- All American Stars D
- All American Stars E
- All American Stars F
- Euro Stars A
- Euro Stars B
- Euro Stars C
- Euro Stars D
- Euro Stars E
- Euro Stars F
- African Stars A
- African Stars B
- African Stars C
- African Stars D
- African Stars E
- African Stars F
- Asian Stars A
- Asian Stars B
- Asian Stars C
- Asian Stars D
- Asian Stars E
- Asian Stars F
- World Stars A
- World Stars B
- World Stars C
- World Stars D
- World Stars E
- World Stars F

As seleções marcadas com um asterisco (*) não estão presente na versão de PlayStation.

## Equipes
Estas 141 equipes, representando diversos clubes do mundo, não são selecionáveis para se jogar, dependo do país escolhido essas são as opções de equipes rivais do seu time criado no modo Carreira
| - Leeds - Highbury - Liverpool - West Ham - Chelsea - Manchester - Marumo - Gotemburgo - Halmstads - Orebro - Helsingborgs - Estocolmo - Lillestrom - Bode - Molde - Trondheim - Stavanger - Tromso - Braga - Porto - Leiria - Maritimo - V. Setúbal - Lisboa - Bilbao - Madrid - Valência - Saragoça - Maiorca - Barcelona | - Nantes - Marselha - Mônaco - Paris - Lião - Bordéus - Kerkrade - Tilburg - Rotterdam - Amsterdam - Eindhoven - Arnhem - Lierse - Charleroi - Bruxelas - Liège - Ekeren - Bruges - Silkeborg - Copenhaga - Aarhus - Viborg - Odense - Aalborg - Hamburg - Leverkusen - Dortmund - Bremen - Kaiserslautern - Munique | - Florença - International - Parma - Turim - Milão - Roma - Opava - Olomouc - Drnovice - Liberec - Jablonec - Praha - Xanthi - Piraeus - Irakrion - Edessa - Salonica - Bursa - Trebizonda - Istambul - Ancara - Gaziantep - Antália - Kaduna - Ibadã - Onitsha - Oshogbo - Enugu - Lagos - Campo | - Canon Yaoundé - Dualá - Edea - Kripi - Victoria - Joanesburgo - East London - Cidade do Cabo - Kimberley - Germinston - Durban - Colorado - Chicago - Columbus - Nova Iorque - Washington - Puebla - León - Córdoba - Veracruz - Guadalajara - São Paulo - Belo Horizonte - Turiassu - Rio de Janeiro - Santos - São Jorge - Santa Fé - Buenos Aires - Córdoba | - Colón - Rosário - Boca - Tóquio - Nagoia - Osaka - Yokohama - Shizuoka - Kashima - Pohang - Chunnam - Busan - Chonbuk - Ulsan - Suwon - Chengdu - Tianjin - Xangai - Changchun - Chongqing - Beijing |

## J. League
Na versão japonesa só estavam disponíveis da Primeira e Segunda Divisão Japonesa além de possuir quatro equipes especiais e a possibilidade de criar quatro equipes
| - Kashima Antlers - Urawa Red Diamonds - JEF United - Kashiwa Reysol - Verdy Kawasaki - Yokohama F. Marinos - Bellmare Hiratsuka - Shimizu S-Pulse - Jubilo Iwata - Nagoya Grampus - Kyoto Purple Sanga - Gamba Osaka - Cerezo Osaka - Vissel Kobe - Sanfrecce Hiroshima - Avispa Fukuoka | - Consadole Sapporo - Vegalta Sendai - Montedio Yamagata - Omiya Ardija - FC Tokyo - Kawasaki Frontale - Ventforet Kofu - Albirex Niigata - Sagan Tosu - Oita Trinita | - J1 East - J1 West - J2 East - J2 West | - Bendita - Gloriosa - Gladius - Gerifalte - Balena - Delfino - Löwe - Wespe - Radiance - Estrella - Yambaroele - Ole Mensole - Vertex - Bombardier - Tempeste - Rampante - Corrida - F.C. - Jaleo - Elfmut |

## Estádios

### Resto do Mundo
- South America Main Stadium
- Mexico Stadium
- Tokyo Stadium
- Euro Center Stadium
- Euro International Stadium
- Saint-Denis Stadium
- Stadio Milano
- Rotterdam Stadion
- Munchen Stadion
- Africa Stadium

### Versão Japonesa
| - Estádio Todoroki Athletics - Kashima Soccer Stadium - Urawa Komaba Stadium - Ichihara Seaside Stadium - Hitachi Kashiwa Soccer Stadium - Estádio Internacional de Yokohama - Hiratsuka Athletics Stadium - Estádio Nihondaira Sports - Estádio Yamaha - Estádio Nagai - Mizuho Athletic Stadium - Nishikyogoku Athletic Stadium - Estádio Osaka Expo '70 - Kobe Universiade Memorial Stadium | - Hiroshima Big Arch - Hakatanomori Football Stadium - Estádio Olímpico de Tóquio - Sapporo Atsubetsu Park Stadium - Yurtec Stadium Sendai - Tsuruoka Komakihara Stadium - NACK5 Stadium Omiya - Komazawa Olympic Park Stadium - Yamanashi Chuo Bank Stadium - Niigata City Athletic Stadium - Best Amenity Stadium - Oita Athletic Stadium |